# Dør
En dør er en barriere, oftest monteret med hængsler i en dørkarm, indsat i en åbning i en mur for at tillade eller hindre passage. En dør kan være åben, lukket eller stå på klem. Selve den bevægelige del kaldes dørblad. Døre har ofte en låsemekanisme samt et dørgreb, og er ikke sjældent bygget med et dørtrin nederst, der skal forhindre træk ved passage af luft i mellemrummet mellem dør og gulv. Dørpladen kan være dekoreret og være forsynet med en brevsprække (til post og aviser) og en "dørspion", der lader beboeren se hvem, der er uden for uden selv at blive iagttaget.
Kombinationen af en dør (dørblad) og en dørkarm er en flerledsmekanisme. En dør og en dørkarm (eller anden fæstning) opfylder kun døregenskaben i forening.
Dørens formål er at dække for en indgang til et hus, lokale eller rum på en måde, der gør, at der ved åbning af døren kan skabes passage mellem to ellers adskilte områder.
En stor dør kaldes, afhængig af størrelse eller funktion, for en port; denne er placeret i en portåbning, der kan være uden port(dør).

## Typer
Døre inddeles i:
- enkeltdøre (facadedøre, terassedøre, halvdøre), der kun består af en enkelt dørplade hæftet i den ene side;
- dobbeltdøre (især terrassedøre), der består af to dørplader hæftede i hver side;
- hæve/skydedøre, der består af to dele, hvoraf den ene kan skubbes bag den anden del;
- svingdøre, der kan åbnes både indad og udad
- karruseldør, er en roterende dør;
- foldedøre, der "foldes sammen", når den skubbes til side,
- branddøre, der laves af brandsikkert materiale i henhold til særlige brandsikkerhedsbestemmelser.

Typemæssigt skelnes desuden mellem døre med én dørplade (der kan være friset eller sporet) eller underinddelt i flere plader med eller uden en rude eller med en kombination af rude(r) og plade(r).
Efter materiale skelnes mellem:
- trædøre (som regel af fyr eller mahogni)
- træ/alu-døre
- metaldøre
- pvc-døre.

Efter åbningsmåden skelnes mellem:
- indadgående døre (åbner indad, I),
- udadgående døre (åbner udad, U)

samt mellem:
- åbning i venstre side, V,
- åbning i højre side, H.

Der findes fire kombinationer: VI, VU, HI og HU.

## Sprogligt
Den indoeuropæiske rod er *dhwer (= dør), russisk dver, græsk thyra, tysk Tür. På norrønt hed det dyrr, som imidlertid betød "døråbningen", tomrummet; egentlig et flertalsord, måske om de to åbninger man skulle igennem for at komme ind i opholdsrummet;  eller måske benyttede de oprindelige indoeuropæere døre med to svingende halvdele.  Selve døren hed på norrønt hurð. 
"Dør" er en homograf. Udsagnsordet jeg  dør staves på samme måde.